# Чо Мин Хо
Чо Мин Хо (кор. 조민호; 4 января 1987, Сеул — 15 июня 2022, Сеул) — южнокорейский хоккеист, нападающий, выступал за сборную Республики Корея.

## Биография
Карьеру хоккеиста Чо Мин Хо начал в команде учебного заведения «Кунги Хай» в 2003 году. Тогда же дебютировал на юниорском чемпионате мира по хоккею с шайбой за южнокорейскую сборную, в 2004 году также сыграл за неё на этом турнире. С 2004 по 2008 год выступал в студенческом чемпионате Южной Кореи за команду университета Корё. В 2008 году сыграл на чемпионате мира по хоккею с шайбой (в первом дивизионе данного соревнования) за национальную сборную корейской республики. Отыграл 5 матчей, набрал 4 очка — 3 плюс 1 по системе гол плюс пас. В 2008 году подписал контракт с клубом азиатской лиги «Анян Халла», но в сезоне 2008/09 так и не сыграл ни одного матча.
Дебют игрока в АХЛ состоялся только в следующем сезоне. За регулярный сезон игрок в 36 матчах забросил 14 шайб и отметился 30 голевыми передачами, а в плей-офф за 9 матчей записал на свой счёт ещё 3 шайбы и 4 голевых паса, что внесло свою лепту в победу «Анян Халла» в АХЛ. На чемпионате мира за южнокорейскую команду сыграл 5 матчей, по разу отметившись голом и голевым пасом.
Завоевать чемпионский титул АХЛ в составе клуба удалось Чо Минхо и в следующем сезоне. Сыграв 36 матчей в регулярном сезоне и 4 в плей-офф, в общей сложности хоккеист набрал 48 очков. На международном уровне за национальную сборную Чо Минхо сыграл 4 матча, один раз отдав голевую передачу партнёрам.
В сезоне 2011/12 в регулярном турнире АХЛ провёл 29 игр, 14 раз поразил ворота соперника и 13 раз ассистировал одноклубникам во взятии ворот соперника. В плей-офф сыграл 5 матчей, забросил 2 шайбы и отдал 1 голевую передачу. В первом дивизионе чемпионата мира 2012 года сыграл 5 игр, отдал 1 голевой пас. За сезон 2012/13 в регулярном соревновании в 33 матчах набрал 40 очков, а в плей-офф в 3 матчаз записал в свой актив ещё 3. Провёл 5 матчей за южнокорейскую сборную в первом дивизионе чемпионата мира-2013, также сыграл 3 матча в квалификации к Олимпийским играм.
С 2013 по 2015 год Чо Минхо выступал за сеульский клуб «Тэмён-санму» в качестве прохождения военной службы в корейской армии. В сезоне 2013/14 в регулярном первенстве в 40 играх набрал 56 очков, в плей-офф в 3 играх забросил одну шайбу. В сезоне 2014/15 выступал как капитан клуба, в сезоне сыграл 38 игр, забросил 13 шайб и отдал 44 голевые передачи, в плей-офф по итогам регулярного сезона команда не попала. На чемпионатах мира 2014 и 2015 года провёл по 5 матчей, набрав 2 и 5 очков соответственно.
В 2015 году вернулся в «Анян Халла», в регулярном сезоне 2015/16 в 48 матчах забил 12 голов и отдал 48 голевых передач, а в плей-офф в 8 матчах забил четырежды и дважды помогал партнёрам взять ворота соперников. По итогам сезона команда завоевала чемпионство, что сделало Минхо трёхкратным чемпионом азиатской лиги. Хоккеист сыграл также 5 матчей в первом дивизионе чемпионата мира 2016 года, записав на свой счёт 3 голевые передачи.
Скончался от рака лёгких 15 июня 2022 года.